# NGC 6792
NGC 6792 este o galaxie situată în constelația Lira. A fost descoperită în 1886 de către . Se află la o distanță de 71,78 de megaparseci de Pământ.